# Comuna de Gaworzyce
Gaworzyce (polaco: Gmina Gaworzyce) é uma gminy (comuna) na Polónia, na voivodia de Baixa Silésia e no condado de Polkowice-Gaworzyce.jpg. A sede do condado é a cidade de Gaworzyce.
De acordo com os censos de 2004, a comuna tem 3872 habitantes, com uma densidade 50,3 hab/km².

## Área
Estende-se por uma área de 76,99 km², incluindo:
- área agricola: 61%
- área florestal: 17%

## Demografia
Dados de 30 de Junho 2004:
|                      | Total   | Total | Mulheres | Mulheres | Homens  | Homens |
| -------------------- | ------- | ----- | -------- | -------- | ------- | ------ |
|                      | pessoas | %     | pessoas  | %        | pessoas | %      |
| População            | 3872    | 100   | 1952     | 50,4     | 1920    | 49,6   |
| Densidade (pop./km²) | 50,3    | 100   | 25,4     | 25,4     | 24,9    | 24,9   |

De acordo com dados de 2002, o rendimento médio per capita ascendia a 1283,94 zł.

## Comunas vizinhas
- Niegosławice, Przemków, Radwanice, Żukowice